# Клепало
Клепало или било је дрвена или метална плоча која се удара чекићем или палицом. У давна времена је био музички инструмент за домаћинство и сигнал, а касније је углавном коришћен уместо црквеног звона у православним богомољама.

## Употреба у православљу
Клепалом се позива на ноћна и дневна богослужења: на звуке клепала сви монаси се окупљају у католикону ради молитве. Обично је то даска постављена у црквеној порти да се у њу удара на Велики петак и током Васкршњег поста кад су звона везана. Поред ових, статичних, у употреби су и носећа клепала.